# María Regla Prieto
María Regla Prieto Corbalán (Sanlúcar de Barrameda, Cádiz; 1964) es una escritora e investigadora española.

## Biografía
Doctora en Filología Clásica por la Universidad de Sevilla. Desde 2003, colabora en prensa con artículos de opinión y ha obtenido diversos premios de relatos cortos, poesía y teatro. Su obra ha sido traducida al francés en 2023. Finalista del Premio Nadal 2024 con su novela Manos de trapo.

## Obra
- Naufragio (Relatos con Arte. Editorial Pequeñas Ideas, 2006).
- Epistolario latino de Luisa Sigea (Ediciones AKAL, 2007).
- Teoría de la Carcoma, Seis puntos de vista de vista sobre la sociedad y la actualidad sanluqueña. Coautora y coordinadora (IR Editores, 2007).
- Huellas musulmanas y espacios naturales singulares en la Comarca de la Janda (2012).
- La esfera de lo divino, novela (Editorial Renacimiento. Ediciones Ulises, 2015).[1]
- La mirada de Perséfone, relatos (Editorial Renacimiento. Ediciones Ulises, 2017).[2]
- Diario de Babel, poemas (Editorial Renacimiento. Calle del Aire, 2019).[3][4][5]

- Dos mujeres bajo una misma luna, Teatro. 2019.

- Extraños pájaros (Editorial Renacimiento. Los Cuatro Vientos, 2021).
- Magallánica (Editorial Renacimiento. Espuela de Plata, 2022).[6]
- La valise de luna (Editions de La Reina Blanche, 2023)
- Le retoucheur de photos (Editions de la Reina Blanche, 2023)
- Manos de trapo (Ed. Renacimiento, 2024)

En colaboración con Salvador Daza:
- Proceso criminal contra fray Pablo de San Benito en Sanlúcar de Barrameda (1774) , Universidad de Sevilla, 1998.
- Proceso criminal contra fray Alonso Díaz (1714), Universidad de Sevilla, 2000.[7]
- De la santidad al crimen: Clérigos homicidas en España (1535-1821), Editorial Renacimiento, colección Espuela de Plata, 2005.
- Lucifer con hábito y sotana. Clérigos homicidas en España y América 1556-1834 Editorial Renacimiento, colección Espuela de Plata, 2013.[8]
- Sangre en la sotana. Clérigos homicidas en la España Moderna y Contemporánea. Editorial Renacimiento, colección Espuela de Plata, 2020.[9]
- Armas bajo el altar: Clérigos homicidas en España, 1870-1927. Editorial Renacimiento, 2025.

Cine
- El retocador de fotografías, cortometraje. Codirección con Gustavo Vega, (2010).
- 14 Voces. Codirección, (2008).
- Huellas musulmanas y espacios naturales singulares en la Comarca de la Janda. Spot, (2012).

Obras colectivas
- Antología poética En el nombre de Ovidio, Diálogos de Mundo Antiguo, Fundación Teatro Romano de Cartagena (2021).[10]
- CONFINÉES/ CONFINADAS, Maison de l’Architecture de France-Comté (2022).[11]
- El pasajero del mar. La aventura del tonelero Joan de Córdoba (novela) en "Los tres jóvenes de Sanlúcar en la Primera Vuelta al Mundo". (Navantia, S.A., 2022).[12]
- Antología poética Besos para Catulo, Fundación Teatro Romano de Cartagena (2024)

## Reconocimientos y premios
- Premio Nacional de Relato Corto "Pluma de Oro".
- Premio de relato corto "Plataforma 8 de Marzo".
- Premio de poesía de la "Plataforma 8 de Marzo".
- Premio de relato “Villa de Montefrío”.
- Premio de relato “Ateneo” de Sanlúcar de Bda.
- VII Premio Internacional de Relato Corto “Villa de Torrecampo”.
- V Premio de teatro de textos breves Francisco Nieva, 2019.[13]
- Finalista Premio Nadal 2024.